# Ambepur
Ambepur es una ciudad censal situada en el distrito de Raigad en el estado de Maharashtra (India). Su población es de 5035 habitantes (2011). Se encuentra  a 40 km de Bombay y a 105 km de Pune.

## Demografía
Según el censo de 2011 la población de Ambepur era de 5035 habitantes, de los cuales 5943 eran hombres y 5437 eran mujeres. Ambepur tiene una tasa media de alfabetización del 90,21%, superior a la media estatal del 82,34%: la alfabetización masculina es del 94,09%, y la alfabetización femenina del 86,08%.